# Oligoclada
Oligoclada – rodzaj ważek z rodziny ważkowatych (Libellulidae).

## Podział systematyczny
Do rodzaju należą następujące gatunki:
- Oligoclada abbreviata
- Oligoclada amphinome
- Oligoclada borrori
- Oligoclada calverti
- Oligoclada crocogaster
- Oligoclada garrisoni
- Oligoclada haywardi
- Oligoclada heliophila
- Oligoclada hypophane
- Oligoclada laetitia
- Oligoclada leucotaenia
- Oligoclada monosticha
- Oligoclada mortis
- Oligoclada nemesis
- Oligoclada pachystigma
- Oligoclada rhea
- Oligoclada risi
- Oligoclada rubribasalis
- Oligoclada stenoptera
- Oligoclada sylvia
- Oligoclada teretidentis
- Oligoclada umbricola
- Oligoclada waikinimae
- Oligoclada walkeri
- Oligoclada xanthopleura